# 劉菁
劉 菁（りゅう せい、刘菁、リォウ・ジン、1975年4月23日 - ）は、中国の囲碁棋士。貴州省安順出身、中国囲棋協会所属、馬暁春九段門下、八段。阿含・桐山杯中国囲棋快棋公開戦優勝、LG杯世界棋王戦ベスト8など。常昊らとともに七小龍の一人と呼ばれる。妻はチェスプレイヤーの許昱華。

## 経歴
8歳で囲碁を学ぶ。1986年初段、12歳で国家少年囲棋隊入り。1988年世界青少年囲碁選手権大会少年組2位。1989年に全国少年戦優勝。1992年全国囲棋個人戦8位、同年霜花杯戦で2位。1991年新体育杯戦リーグ入り。1992年第7回日中スーパー囲碁で中国1番手として出場。1994年棋王戦挑戦者決定トーナメント準優勝。1996年名人戦リーグ2位。1998年八段。1999年CCTV杯の決勝で常昊に敗れ準優勝。同年テレビ囲碁アジア選手権戦に出場し、1回戦で武宮正樹に敗れる。2000年名人戦で挑戦者決定戦に進出、邵煒剛に0-2で敗れる。2001年棋王戦ベスト4、阿含・桐山杯の決勝で馬暁春に勝って棋戦初優勝。同年三星火災杯世界オープン戦ベスト16。2007年LG杯世界棋王戦でベスト8進出。
中国囲棋甲級リーグでは重慶、貴州チームで出場。中国棋士ランキングでは2001年8位。

### タイトル歴
- 阿含・桐山杯中国囲棋快棋公開戦 2001年

### その他の棋歴
国際棋戦
- LG杯世界棋王戦 ベスト8 2007年（○周可平、○趙治勲、×韓尚勲）
- 阿含・桐山杯日中決戦
  - 2001年 ×趙善津
- 日中囲碁交流
  - 1989年 0-1（×森田道博）
  - 1990年 4-3（○榊原史子、○佐坂志朗、×宮川史彦、○井上尚美、0-2 有村比呂司、○青木喜久代）
  - 1991年 3-0（○有村比呂司、○中小野田智巳、○榊原史子）
- 日中スーパー囲碁
  - 1992年 0-1（×小松英樹）
- 真露杯SBS世界囲碁最強戦
  - 1994年 1-1（○劉昌赫、×宮沢吾朗）
- ロッテ杯中韓囲碁対抗戦
  - 1994年 1-1（×曺薫鉉、○張秀英）
- CSK杯囲碁アジア対抗戦
  - 2003年 2-1（×李世乭、○王銘琬、○加藤正夫）
- 農心辛ラーメン杯世界囲碁最強戦
  - 2001年 0-1（×崔哲瀚）

国内棋戦
- 全国囲棋個人戦 5位 1993年、8位 1992年
- CCTV杯中国囲棋電視快棋戦 準優勝 1999年
- 全国体育大会 2000年男子個人戦2位
- 全国智力運動会 2009年男子団体戦2位（重慶チーム）
- 中国囲棋甲級リーグ戦
  - 1999年（重慶建設摩托）
  - 2000年（重慶建設摩托）
  - 2001年（重慶建設摩托）
  - 2002年（重慶建設摩托）
  - 2003年乙級（貴州咳速停、甲級に昇格）
  - 2004年（貴州咳速停）11-9
  - 2005年（貴州咳速停）
  - 2006年（重慶冷酸魂）
  - 2007年（重慶冷酸魂）1-2
  - 2008年（重慶冷酸魂）1-3
  - 2009年（重慶冷酸魂）出場無し